# Marina de Bitinia
Santa Marina Virgen (también, Marina el Monje y Marina de Líbano) es una santa del siglo IV-siglo V originaria de Bitinia (actualmente, norte de Turquía), que vivió y murió en el Monasterio de Qannoubine, Líbano.
Procedente de la tradición maronita (de rito siríaco-arameo), santa Marina Virgen es venerada en la iglesia católica (oriental y occidental), cabe distinguirla -sin embargo- de otras santas de este nombre: Marina de Antioquía, Marina de España, Marina de Sicilia (Marina la Siciliana) y Marina del Cister.

## Contexto histórico
La vida de esta santa hay que situarla en el siglo IV-siglo V (existen autores que dicen del siglo VIII); lo cierto es que no hay constancia documental, más allá de la tradición y la leyenda. 
En la segunda mitad del siglo IV el Imperio Romano estaba gobernado por Teodosio el Grande (347-395), su política religiosa fue la de su predecesor, continuando la persecución a los paganos con la idea de establecer el cristianismo niceno (catolicismo) como religión oficial del Imperio mediante el Edicto de Tesalónica (Cunctos Populos), de (380). A la muerte del emperador, el Imperio fue dividido entre sus hijos: Arcadio y Honorio. Oriente quedó en manos de Arcadio (que estableció su capital en Constantinopla) y occidente en las de Honorio (que puso su capital en Roma).

## Arqueología
La tradición más antigua de santa Marina procede del «Monasterio de Qannoubine» (Iglesia católica maronita), situado en el valle de Qadisha, norte del Líbano. Asimismo, en el Santuario de la «Gruta de Santa Marina» en Qalamoun: también conocida como «Cueva de la leche» -lugar situado en la carretera de Jbeil a Trípoli-, aquí se hallaban las representaciones más antiguas de esta santa: unos ocho metros de superficie pintada en la parte derecha de la cueva. Los santos allí representados se identificaron por sus nombres en griego (Brossé, 1926:118). Pintados en colores sólidos, las pinturas eran de tamaño natural, con la excepción de las del centro. Charles-Léonce Brossé (1926) estudió las pinturas, describiendo varios paneles: el denominado Panel E (que representaba a san Demetrio) desapareció bajo una pintura posterior:

«Según Brossé, el panel de san Demetrio estaba cubierto con una capa de yeso ligero y dividido en dos bloques con ocho paneles casi iguales sobre los que se pintaron nuevos temas. El ciclo progresa de izquierda a derecha, primero en el bloque superior, luego en el inferior. Estas ocho composiciones representan ocho episodios de la vida de Santa Marina de Qannoubin».
Saint Marina The Monk, Guida Hourani 

Los cuatro primeros paneles (numerados por Brossé: F, G, H y K) ilustraban la primera parte de la vida de Marina, hasta la muerte de su padre -sucesivamente-: Marina niña cuando su padre entra en el monasterio (F); el padre de Marina llora ante el abad, manifestando que ha dejado a su hijo (G); Marina presentada al abad, con el padre al lado (H); Marina junto a su padre moribundo (K). Los paneles borrados (F2, G2, H2 y K2) probablemente muestran escenas de la segunda parte de la vida de Marina: falsa acusación de ser madre de un niño, criando e instruyendo al niño, muerte y reconocimiento de su verdadera naturaleza sexual... Ninguno de los frescos en los que se relata pictóricamente la pasión y vida de santa Marina sobrevive, solo el trabajo de Brossé permite conocerlos.-

## Biografía
Al quedar Marina huérfana, su padre, hombre piadoso, decide ingresar en un monasterio. Ello suponía dejar sola a Marina, que todavía era muy joven. Para evitar esta situación ambos deciden entrar juntos en el mismo monasterio, ella vestida de hombre. Para ocultar su identidad, Marina se corta el cabello y con las vestiduras habituales de los monjes del lugar entra con su padre en el monasterio con el nombre de Marino.
Fallecido el padre, Marina-Marino continúa en el monasterio con su falsa identidad. En cierta ocasión fue enviada fuera del convento para realizar alguna tarea en relación con la comunidad. El lugar quedaba lejos y tuvo que pasar la noche en una posada. La hija del posadero se quedó prendada de la belleza del joven monje y le propuso relaciones, pero él la rechazó. Posteriormente, la hija del posadero quedó embarazada de un soldado, culpando a Marina-Marino de su estado. 
El posadero manifestó ante el abad del monasterio lo sucedido, y como Marina-Marino callara ante la falsa acusación de que fue objeto, la expulsaron de la comunidad. Al tiempo el abuelo llevó al niño al convento para que el presunto padre se hiciera responsable de él, y ella lo aceptó.
Durante varios años Marina-Marino estuvo viviendo a las puertas del monasterio, haciendo penitencia y cuidando al niño con la ayuda de los monjes, que le daban las sobras de sus comidas. Finalmente, al ver el abad la sinceridad de su arrepentimiento le permitió entrar de nuevo en la comunidad.
Cuando Marina-Marino falleció, al ir a lavar su cuerpo para el entierro, los monjes se dieron cuenta de la verdadera identidad sexual de Marina-Marino, maravillándose de que hubiera aceptado las culpas de un pecado que no había cometido, pues no podía haber dejado embarazada a la hija del posadero siendo mujer. Los monjes la enterraron en el mismo monasterio, pasando después sus restos a distintos lugares: Rumanía, Venecia...

## Historicidad
Como sucede con otras santas, santos y mártires de los primeros siglos de la Era Cristiana, la historia de santa Marina Virgen no resulta fácil de aceptar para la historiografía, algunos autores la han calificado por ello de «pía historia romántica» (H. Delehaye, 1905). Otros, sin embargo, la admiten como una santa histórica (siglo V), basándose en las tradiciones maronitas más antiguas (L. Clugnet, 1905). Lo cierto es que el relato de la vida de la santa se difundió rápidamente de oriente a occidente, siendo traducida a múltiples lenguas vernáculas y recogida en los sinaxarios y menologios, apareciendo incluso en un oficio litúrgico siríaco utilizado por la Iglesia Maronita. Santiago de la Vorágine (1230-1298) incluye su vida en la La leyenda dorada (ca.1290), lo que contribuyó enormemente a su difusión. Otra versión de gran interés, ya en el siglo XVIII, es la de Joseph Manuel Dromená (Madrid, 1755), que basándose en autores antiguos la hace natural, según unos, de Jerusalén y, según otros, de Alejandría, distinguiendo no obstante entre otras santas del mismo nombre: «El assumpto principal del Autor es escrivir la portentosa Vida de Santa Marina, gloriosa Virgen que ilustrò el Oriente (distinta de Gemma, hija de Cayo Atilio, y de Margarita, que naciò en Pisidia, con quienes comúnmente, usando el mismo nombre de Marina, suelen equivocarse los Historiadores...».  Cuando el autor nombra a «Gemma, hija de Cayo Atilio» se está refiriendo a Eufemia de Calcedonia y cuando dice de «Margarita» se refiere a Marina de Antioquía. La historia de santa Marina Virgen escrita por Dromená (1755) es una biografía novelada y ejemplarizante barroca, paradigma de "historia christiana" con múltiples añadidos respecto del sencillo relato original, aunque conservando lo esencial, incluyendo un contexto histórico, como exige la historiografía moderna.
Vicente Diez Canseco la recoge en su conocido Diccionario Biográfico Universal de Mujeres Célebres (Madrid, 1845), definiéndola como "virgen solitaria de Bitinia", cuya fiesta celebra la Iglesia el 18 de junio, al tiempo que la distingue de otra santa del mismo nombre, "virgen y mártir española" -aludiendo quizá a Marina de España-, cuya fiesta es el 18 de julio.
Comparando las tradiciones más antiguas con las modernas pueden observarse los añadidos que el relato de esta santa ha sufrido con el paso del tiempo, tanto en los detalles de su vida (por ejemplo, nombres de los personajes que aparecen en el relato original) como en el hábito. Según refiere Antonio Díaz Tortajada en una obra reciente -La pasión de Santa Marina, el Monje (Valencia, 2017)-, la pintora Jacqueline Ann Ascottde, a la sazón superiora de la Orden Maronita Antonina de las Monjas de Chipre, representa a santa Marina en la iglesia de Agia Marina (Chipre):

«A finales de los años noventa (1999), el pueblo de Ayia Marina le encargó a la pintora Jacqueline Ann Ascottde un icono de la patrona para la iglesia de Santa Marina, cuyo modelo debía ser la imagen original. Basándose en la biografía de la santa, la pintora pretendió hacer algunas correcciones en la nueva pintura, pero la gente se negó: querían una copia exacta, sin modificaciones. El nuevo icono fue pintado al óleo, sobre lienzo. La figura de santa Marina aparece sentada sobre una roca en el interior de la gruta. Detrás de la imagen principal aparece un paisaje que puede identificarse con el Valle Sagrado de Qadhisa, y el Monasterio de Nuestra Señora de Qannoubine, Líbano. La imagen se representa con su iconografía: hábito con tocado tradicional, absorta en sus pensamientos, sostiene un niño en su regazo con el brazo derecho, mientras sujeta un tazón de leche con la mano izquierda. El niño, con ambas manos trata de alcanzar el tazón... A santa Marina se la representa con halo de santidad (y aspecto femenino), su nombre aparece escrito detrás, en siríaco».
 Santa Marina Virgen, titular de la parroquial y copatrona de Torrebaja, Alfredo Sánchez Garzón

Respecto a los estudios históricos, cabe destacar la bibliografía que la presidenta de MARI -Guita G Hourani- expone en su trabajo: Saint Marina The Monk (Santa Marina El Monje).

## Representaciones y atributos
A santa Marina Virgen se la representa con hábito variado -generalmente, de monje-, portando un crucifijo en las manos y con un niño a su lado. Lo que más ha cambiado es su indumentaria, atendiendo a las devociones locales. Por ejemplo, en la parroquia de Iglesia de Santa Marina Virgen (Torrebaja), se la representa con hábito franciscano, lo que resulta un evidente anacronismo, pues la Orden Franciscana fue fundada a principios del siglo XIII (1209), cuando santa Marina Virgen vivió en el siglo V.

## Veneración y patronazgo
A santa Marina Virgen se la venera en multitud de lugares de amplias zonas de Europa (España, Italia, Francia...), también en Oriente Próximo (Líbano), África (Egipto), siendo patrona de muchos pueblos -particularmente italianos-: Amalfi, Castroreale, Filandari, Poguerola, Polistena, San Giovanni di Zambrone, Santa Marina di Milazzo (Messina), Santa Marina Salina, Terrats di Lago... Asimismo, se la venera en distintos pueblos y ciudades de Italia: Ardea, Casole Bruzio, Casoli di Atri, Castell Ritaldi, Parabita, Tollo, Venecia (Iglesia de Santa Maria Formosa). En París existió hasta mediados del siglo XIX una iglesia bajo la advocación de «Santa Marina Virgen», en su capilla solían celebrarse los matrimonios de las mujeres que habían perdido la virginidad sin estar casadas (chicas sin honor), pues santa Marina era estimada por su poder para «devolver» la virginidad.- En Tarragona, en el pueblo de Pratdip, existe la ermita de santa Marina, patrona del lugar y en el Santuario de la Misericordia de Reus hay un altar dedicado a su advocación.